# Armoriale dei comuni della Vandea
Questa pagina contiene le armi (stemma e blasonatura) dei comuni del dipartimento di Vandea.

## A
| Stemma | Nome del comune e blasonatura |
| ------ | --- |
|        | L'Aiguillon-sur-Mer D'azur au lion couronné d'or. D'azzurro, al leone coronato d'oro. |
|        | Aizenay D'hermine au chef de gueules. D'armellino al capo di rosso. |
|        | Angles D'or aux trois bandes de sable, à l'écusson de gueules aux cinq tours d'argent ouvertes aussi de sable et ordonnées en sautoir, brochant sur le tout, au chef aussi de gueules chargé de la « bête d'Angles » passante d'argent, accostée à dextre d'une crosse d'or issant du trait du chef et à senestre d'une épée du même. D'oro a tre bande di nero, allo scudo di rosso caricato di cinque torri d'argento aperte di nero e ordinate in decusse, broccante sul tutto, al capo lo stesso di rosso caricato della « bestia d'Angles » passante d'argento, accostato a destra da un pastorale d'oro e a sinistra di una spada dello stesso. |
|        | Apremont De gueules au lion d'or, couronné d'azur. Di rosso, al leone d'oro, coronato d'azzurro. |
|        | Aubigny Écartelé : au premier, de gueules aux trois croissants d'or ; au deuxième, de gueules aux trois tours d'or, ouvertes de sable, mal ordonnées ; au troisième, d'argent à la croix de gueules cantonnée de quatre coquilles de sable ; au quatrième, de gueules aux six besants d'argent ordonnés 3, 2 et 1 ; sur le tout d'azur à l'église romane Saint Laurent d'Aubigny d'argent posée sur une motte de sinople. Inquartato: nel primo, di rosso a tre crescenti d'oro; nel secondo, di rosso a tre torri d'oro, aperte di nero, male ordinate; nel terzo, d'argento alla croce rossa cantonata da quattro conchiglie di nero; nel quarto, di rosso a sei bisanti d'argento ordinati 3, 2 e 1; sul tutto uno scudetto d'azzurro alla chiesa romanica di Saint Laurent d'Aubigny d'argento posta su un monte di verde. |

## B
| Stemma | Nome del comune e blasonatura |
| ------ | --- |
|        | Barbâtre Coupé ondé d'azur et d'or, au soleil de l'un en l'autre. Troncato ondato d'azzurro e d'oro, al sole dell'uno all'altro. |
|        | La Barre-de-Monts D'or à la barre d'azur accompagnée à dextre de trois monts de sable mouvant du flanc et de la partition et portant trois pins au naturel, et à senestre d'un vaisseau de gueules équipé d'argent voguant sur une mer ondée de sinople. D'oro, alla barra d'azzurro, accompagnata a destra da tre monti di nero, moventi dal fianco e dalla partizione sostenenti tre pini al naturale, e a sinistra da un vascello di rosso, fornito d'argento, vogante su un mare ondoso di verde. |
|        | Bazoges-en-Pareds D'azur au donjon du lieu d'or, surmonté d'une trangle du même fleurdelysée de trois pièces des deux côtés. D'azzurro, al dongione del luogo d'oro, sormontato da una fascia diminuita dello stesso, fiordalisata di tre pezzi su entrambi i lati. |
|        | Beaufou D'argent au chevron d'azur chargé de sept fleurs de lis d'or posées à plomb, accompagné en chef à dextre d'un hêtre de sinople, en chef à senestre d'une croisette pattée de sable et en pointe d'un cœur croiseté de gueules. D'argento allo scaglione d'azzurro caricato di sette gigli d'oro, accompagnato in capo a destra da un faggio di verde, a sinistra da una crocetta patente di nero e in punta da un cuore crocettato di rosso. |
|        | Beaulieu-sous-la-Roche Écartelé : au premier, de gueules aux cinq tours d'or ordonnées en sautoir ; au deuxième, d'azur aux trois fleurs de lys d'or, à la bordure cousue de gueules ; au troisième, d'argent à la croix ancrée de gueules, à la bordure de sable chargée de huit besants d'or ; au quatrième, gironné de vair et de gueules de douze pièces ; à la croix d'argent chargée d'un bâton prieural au naturel posé en pal, brochant sur l'écartelé. Inquartato: nel primo, di rosso a cinque torri d'oro poste in croce di sant'Andrea; nel secondo, d'azzurro a tre gigli d'oro, alla bordura cucita di rosso; nel terzo, d'argento alla croce ancorata di rosso, alla bordura di nero caricata di otto bisanti d'oro; nel quarto, gheronato di vaio e di rosso di dodici pezzi; alla croce d'argento caricata di un bastone priorale al naturale posta in palo, passante sull'inquartato. |
|        | Beaurepaire D'azur aux trois chevrons d'or. D'azzurro a tre scaglionetti d'oro |
|        | Beauvoir-sur-Mer D'azur à la nef d'argent voguant sur des ondes du même mouvant de la pointe, à la voile carrée d'or chargée d'une croix partie de gueules et de sable, au pennon aussi d'argent. D'azzurro alla nave d'argento fluttuante sulle onde dello stesso moventi dalla punta, alla vela spiegata d'oro caricata di una croce partita di rosso e di nero, al pennone d'argento |
|        | Belleville-sur-Vie Gironné de gueules et de vair de douze pièces. Gheronato di rosso e di vaio di dodici pezzi. |
|        | Le Bernard Écartelé : au premier, de sinople à la croix d'or remplie de gueules ; au deuxième et au troisième, d'or plain ; au quatrième, de sinople à l'ours en pied d'or lampassé de gueules. Inquartato: nel primo, di verde alla croce d'oro riempita di rosso; nel secondo e nel terzo, d'oro pieno; nel quarto, di verde all'orso rampante d'oro lampassato di rosso. |
|        | La Bernardière Taillé d'argent et de gueules, à l'arbre de l'un dans l'autre brochant sur le tout, accompagné de deux châteaux du même. Tagliato d'argento e di rosso, all'albero dell'uno e dell'altro passante sul tutto, accompagnato da due castelli dello stesso. |
|        | Bessay De sable à quatre fusées d'argent accolées et posées en bande. Di nero a quattro fusi d'argento accollati e posti in banda. |
|        | La Boissière-de-Montaigu Parti : au premier, d'argent aux trois fasces d'azur ; au second, d'azur semé de fleurs de lys d'or aux trois écussons d'argent brochant sur le tout ; le tout sommé d'un chef d'or chargé de trois buis de sinople. Incongruenza tra disegno e blasonatura: la blasonatura francese non corrisponde al disegno. Partito: nel primo, d'argento a tre fasce d'azzurro; nel secondo, d'azzurro seminato di gigli d'oro; il tutto cimato di un capo d'oro caricato di tre bossi di verde. |
|        | Bois-de-Céné Écartelé : au premier d'azur à la moucheture d'hermine d'or, au deuxième de sinople à l'arbre d'argent, au troisième de sinople à la tour d'argent, maçonnée de sable et ouverte du champ, au quatrième d'azur à la fleur de lis d'or ; sur le tout, d'or au cœur vidé, couronné et croiseté de sinople. Inquartato: nel primo, d'azzurro alla pezzatura d'ermellino d'oro; nel secondo, di verde all'albero di argento; nel terzo di verde alla torre d'argento, murata di nero e aperta del campo; nel quarto, d'azzurro al giglio d'oro; sul tutto, d'oro al cuore di vandea di verde. |
|        | La Boissière-des-Landes Parti : au premier, d'azur au chevron d'or accompagné de trois trèfles du même ; au second, d'or au chevron de gueules accompagné de trois aigles d'azur, becquées et membrées aussi de gueules ; le tout sommé d'un chef d'argent chargé d'une croisette de Malte de gueules accostée de deux quintefeuilles de sinople. Partito: nel primo, d'azzurro allo scaglione d'oro accompagnato da tre trifogli dello stesso; nel secondo, d'oro allo scaglione di rosso accompagnato da tre aquile d'azzurro, beccate e membrate di rosso; il tutto cimato da un capo d'argento caricato di una crocetta di Malta di rosso accostata da due cinquefoglie di verde. |
|        | Bouin De gueules à la nef d'or, grée et mâtée du même, avec une voile et un pennon d'argent, voguant sur une mer de sinople, cantonnée à dextre en chef d'une étoile aussi d'or posée en bande. Di rosso alla nave d'oro, attrezzata e alberata dello stesso, con una vela ed un pennone d'argento, fluttuante su mare di verde, cantonato a destra in capo da una stella d'oro posta in banda. |
|        | Le Boupère D'azur à la fasce haussée d'argent fuselée de sept pièces de gueules, accompagnée en pointe d'une chapelle-château de deux tours d'argent couverte, ouverte et ajourée de sable, à la filière d'or. D'azzurro alla fascia alzata d'argento fusellata di sette pezzi di rosso, accompagnata in punta da una cappella-castello di due torri d'argento coperte, aperte e finestrate di nero, alla filiera d'oro. |
|        | Bournezeau Écartelé : au premier et au quatrième, d'azur au bourg d'or ; au deuxième, de gueules au pairle ondé d'argent ; au troisième, d'argent aux trois croisettes de gueules. Incongruenza tra disegno e blasonatura: la blasonatura non corrisponde al disegno. |
|        | Brem-sur-Mer Écartelé : au premier, d'or au manteau gonfalonné d'azur chargé d'une épée du champ ; au deuxième, de gueules à la chapelle campanée d'argent, ouverte et ajourée de sable ; au troisième, de gueules au bateau de sable, habillé et flammé d'argent ; au quatrième, d'or à la grappe de raisin de gueules, tigée et feuillée de sinople. |
|        | Bretignolles-sur-Mer D'azur à l'écusson d'argent aux trois chevrons de gueules, surmonté d'un chapeau de cardinal de gueules. D'azzurro allo scudo d'argento a tre scaglioni di rosso, sormontato da un cappello di cardinale di rosso. |
|        | Les Brouzils Coupé : au premier, d'argent au chêne de sinople englanté d'or ; au second, d'or au loup passant de sable. Troncato: nel primo, d'argento alla quercia di verde fruttifera d'oro; nel secondo, d'oro al lupo passante di nero. |
|        | La Bruffière D'azur aux trois mâcles d'or accompagnées de trois fleurs de lys du même mal ordonnées. D'azzurro a tre losanghe vuote d'oro accompagnate da tre gigli dello stesso male ordinati. |

## C
| Stemma | Nome del comune e blasonatura |
| ------ | --- |
|        | La Caillère-Saint-Hilaire Écartelé : au premier, d'argent au sautoir de gueules ; au deuxième, de sinople à la tour d'or ; au troisième, d'or au cerisier de sinople, fruité de gueules, accosté de deux buissons d'épines aussi de sinople, le tout terrassé de sable ; au quatrième, d'azur aux six cailles d'or ordonnées 3, 2 et 1. Inquartato: nel primo, d'argento alla croce di sant'Andrea di rosso; nel secondo, di verde alla torre d'oro; nel terzo, d'azzurro a sei quaglie d'oro ordinate 3, 2 e 1; nel quarto d'oro al ciliegio di verde, fruttifero di rosso, accostato da due arbusti spinosi lo stesso di verde, il tutto terrazzato di nero. |
|        | Chaillé-les-Marais Écartelé : au premier, d'or au château de gueules, ouvert et ajouré du champ, maçonné de sable ; au deuxième, d'azur à l'île d'argent ; au troisième, d'azur à l'anguille d'argent ondoyant en pal ; au quatrième, d'or à la fasce fuselée de gueules de cinq pièces. Inquartato: nel primo, d'oro al castello di rosso, aperto e finestrato del campo, murato di nero; nel secondo, d'azzurro all'isola d'argento; nel terzo, d'azzurro all'anguilla d'argento ondeggiante posta in palo; nel quarto, d'oro alla fascia fusellata di rosso di cinque pezzi. |
|        | Chaix Écartelé en sautoir : au premier, de sable à la couronne de baron d'or accompagnée de trois croisettes pattées d'argent ; au deuxième, d'argent au chêne arraché de sinople englanté d'or ; au troisième, d'argent au drakkar contourné de gueules, bordé de tampons d'or ; au quatrième, de sinople à la champagne ondée d'argent. Incongruenza tra disegno e blasonatura: la blasonatura francese non corrisponde al disegno. Inquartato in croce di Sant'Andrea: nel primo, dinero alla corona di barone d'oro accompagnata da tre crocette patenti d'argento; nel secondo, d'argento alla quercia sradicata di verde fruttifera d'oro; nel terzo, d'argento al drakkar di rosso, bordato di tamponi d'oro; nel quarto d'azzurro alla campagna ondata d'argento. |
|        | La Chaize-le-Vicomte De gueules aux trois écussons ovales, celui en pointe couché, le premier cousu d'azur à l'arbre arraché d'argent, accosté de deux croissants affrontés du même, surmonté d'une fleur de lys d'or, le deuxième gironné de sable et d'argent de huit pièces, le troisième cousu d'azur à la croix de Saint Louis d'or. Di rosso a tre scudi ovali, il primo cucito d'azzurro all'albero sradicato d'argento, accostato da due crescenti affrontati dello stesso, sormontati da un giglio d'oro; il secondo gheronato di nero e d'argento di otto pezzi; il terzo cucito d'argento alla croce di San Luigi d'oro. |
|        | Challans D'azur au chaland d'or, habillé et flammé d'argent, accompagné en chef à dextre d'une étoile aussi d'or et à senestre d'une tour du même ouverte du champ. D'azzurro alla chiatta d'oro, velata e banderuolata d'argento, accompagnata in capo a destra da una stella d'oro e a sinistra da una torre dello stesso aperta del campo. |
|        | Le Champ-Saint-Père D'argent aux quatre épis de blé au naturel en bouquet mûris par un soleil non figuré de gueules mouvant de la pointe, à la chape abaissée, partie au premier de sinople à la roue dentée d'argent et au second d'or à la grappe de raisin de gueules feuillée de sinople, au compas ouvert au naturel brochant sur le trait de la chape. D'argento al mazzo di quattro spighe di grano al naturale maturate da un sole non figurato di rosso movente dalla punta, al capo abbassato, partito nel primo di verde alla ruota dentata d'argento e nel secondo d'oro al grappolo d'uva di rosso fogliato di verde, al compasso aperto al naturale passante sulla partizione del capo.                                                                     |
|        | Chantonnay D'azur à la gerbe de blé d'or. D'azzurro al fascio di grano d'oro. |
|        | La Châtaigneraie D'argent au lion d'azur semé de fleurs de lys d'or. D'argento al leone d'azzurro seminato di gigli d'oro. |
|        | Château-Guibert Écartelé : au premier, de gueules à la croix de Malte d'argent ; au deuxième, d'azur aux deux clefs d'argent passées en sautoir ; au troisième, d'azur à la fasce d'argent chargée de trois étoiles de gueules ; au quatrième, de gueules à la croix double d'argent. Inquartato: nel primo, di rosso alla croce di Malta d'argento; nel secondo, d'azzurro a due chiavi d'argento poste in decusse; nel terzo, d'azzurro alla fascia d'argento caricata di tre stelle di rosso; nel quarto, di rosso alla croce doppia d'argento. |
|        | Les Châtelliers-Châteaumur D'argent à l'aigle de sable, becquée, lampassée et membrée de gueules, à la bordure soudée d'or chargée de neuf merlettes aussi de sable ordonnées en orle, au franc-canton aussi de gueules. D'argento all'aquila di nero, beccata, lampassata e membrata di rosso, alla bordura saldata d'oro caricata di nove merlotti di nero ordinati in orlo, al canton franco di rosso. |
|        | Chauché De sinople à la tour cousue de gueules, surmontée de l'inscription « CHAUCHÉ » en lettres capitales cousues de sable, au cadran solaire en triangle d'or mouvant de la pointe brochant sur la tour. Di verde alla torre cucita di rosso, sormontata dall'iscrizione « CHAUCHÉ » in lettere capitali cucita di nero, alla meridiana triangolare d'oro movente dalla punta e broccante sulla torre. |
|        | Chavagnes-en-Paillers Parti : au premier, mi-parti gironné de vair et de gueules de dix pièces ; au second, d'azur aux deux crosses adossées d'argent, la première posée en bande et la seconde contournée posée en barre. Partito: nel primo, semi partito gheronato di vaio e di rosso di dieci pezzi; nel secondo, d'azzurro a due pastorali addossati d'argento, il primo posto in banda ed il secondo posto in sbarra. |
|        | Les Clouzeaux D'azur aux dix billettes d'argent ordonnées 4, 3, 2 et 1, aux trois abeilles d'or, le tout enfermé dans un orle du même. D'azzurro a dieci biglietti d'argento ordinate 4, 3, 2 e 1, a tre api d'oro, il tutto chiuso da un orlo dello stesso. |
|        | Coëx De gueules au lion couronné d'or. Di rosso al leone coronato d'oro. |
|        | Commequiers Coupé : au premier, parti : au premier d'or aux deux clefs de sable passées en sautoir et au second de gueules au dolmen d'argent ; au second, d'azur au château d'argent, ajouré et maçonné de sable, surmonté d'une couronne de baron d'or. Troncato: nel primo, partito: nel primo d'oro a due chiavi di nero poste in decusse e nel secondo di rosso al dolmen d'argento; nel secondo, d'azzurro al castello d'argento, finestrato e murato di nero, sormontato da una corona di barone d'oro. |
|        | La Copechagnière D'argent à un arbre au naturel terrassé de sinople, sur le tout de gueules au lion d'or. D'argento ad un albero al naturale terrazzato di verde, sul tutto di rosso al leone d'oro. |
|        | Cugand De gueules à l'aigle d'argent, becquée et membrée d'azur. Di rosso all'aquila d'argento, beccata e membrata d'azzurro. |
|        | Curzon D'azur au pont de trois arches d'argent, maçonné de sable, mouvant des flancs et de la pointe, surmonté de trois clochers d'or ordonnés 2 et 1. D'azzurro al ponte di tre archi d'argento, murato di nero, movente dai fianchi e dalla punta, sormontato da tre campanili d'oro ordinati 2 e 1. |

## E
| Stemma | Nome del comune e blasonatura |
| ------ | --- |
|        | L'Épine D'azur au vaisseau d'or, le petit hunier chargé d'un cœur vendéen de gueules, voguant sur une mer d'argent, surmonté de cinq casques aussi d'or tarés de profil ordonnés en chevron, chapé du même chargé à dextre d'une colombe contournée du champ et à senestre d'une couleuvre du même posée en pal. D'azzurro al vascello d'oro, la vela più piccola caricata di un cuore di vandea di rosso, fluttuante su un mare d'argento, sormontato da cinque elmi d'oro posti di profilo ordinati in scaglione, cappato d'argento caricato a destra da una colomba del campo e a sinistra da una biscia dello stesso posta in palo. |
|        | Les Epesses Coupé : au premier, parti de gueules à trois macles d'argent ordonnées 2 et 1 et d'or au double cœur vidé, couronné et croiseté de gueules ; au second, d'or au chêne de sinople. Troncato: nel primo, partito, nel I di rosso a tre losanghe vuote d'argento ordinate 2 e 1, nel II d'oro al cuore di vandea di rosso; nel secondo, d'oro alla quercia sradicata di verde. |
|        | Les Essarts D'hermine au chef de gueules chargé d'une grappe de raisin d'argent, feuillée de sinople, accostée de deux épis de blé d'or mouvant du trait du chef. D'ermellino al capo di rosso caricato di un grappolo d'uva d'argento, fogliato di verde, accostato da due spighe di grano d'oro moventi dalla partizione del capo. |

## F
| Stemma | Nome del comune e blasonatura |
| ------ | --- |
|        | Falleron De sinople à la croix recercelée d'or, au chef ondé d'argent. Di verde alla croce accerchiellata d'oro, al capo ondoso d'argento. |
|        | La Faute-sur-Mer Parti d'or et d'azur au soleil non-figuré de gueules chargé d'un bateau d'or à deux voiles cousues d'azur, brochant sur la partition. Partito d'oro e d'azzurro al sole non figurato di rosso caricato di un battello d'oro a due vele cucite d'azzurro, passante sulla partizione.                                                                         |
|        | La Flocellière D'azur à la tour d'argent, maçonnée de sable, accostée de deux fleurs de lys d'or, au chef aussi d'argent chargé de trois merlettes de sable. D'azzurro alla torre d'argento, murata di nero, accostata da due gigli d'oro, al capo d'argento caricato di tre merlotti di nero.                                                                               |
|        | Fontenay-le-Comte D'azur à la fontaine jaillissante de trois pièces d'argent au bassin maçonné de sable. D'azzurro alla fontana zampillante di tre pezzi d'argento alla base murata di nero. |
|        | Foussais-Payré Parti : au premier, d'azur aux deux clefs d'or passées en sautoir ; au second, d'argent aux deux étoiles de gueules rangées en fasce, soutenues d'un croissant du même. Partito: nel primo, d'azzurro a due chiavi d'oro poste in croce di Sant'Andrea; nel secondo, d'argento a due stelle di rosso poste in fascia, sostenute da un crescente dello stesso. |

## G
| Stemma | Nome del comune e blasonatura |
| ------ | --- |
|        | La Garnache Parti : au premier, d'or aux sept merlettes d'azur ordonnées en orle, au franc-quartier de gueules ; au second, coupé : au premier, parti d'argent à la moucheture d'hermine de sable et d'or à la fleur de lys d'azur, et au second, d'azur à l'ostensoir d'or. Partito: nel primo, d'oro a sette merlotti d'azzurro ordinati in orlo, al canton franco di rosso; nel secondo, troncato: nel primo, partito d'argento alla moscatura d'ermellino di nero e d'oro al giglio azzurro; nel secondo, d'azzurro all'ostensorio d'oro.                                                                                         |
|        | La Gaubretière D'or au lévrier de sable surmonté de trois trèfles de sinople rangés en chef, à la filière aussi de sable. D'oro al levriero di nero sormontato da tre trifogli di verde sradicati in capo, alla filiera di nero. |
|        | La Génétouze D'azur aux deux crosses d'argent passées en sautoir, cantonnées de quatre fleurs de lys d'or, au chef cousu de gueules chargé d'une mitre aussi d'argent accostée de deux léopards affrontés aussi d'or. D'azzurro a due pastorali d'argento posti in decusse, cantonati da quattro gigli d'oro, al capo cucito di rosso caricato di una mitria di argento accostata da due leopardi affrontati d'oro. |
|        | Le Givre Tiercé en pairle : au premier, de gueules à la mitre d'or ; au second, d'azur au château d'argent, ouvert et couvert de sable ; au troisième, d'or à la bisse de sinople ondoyante en pal. Interzato in pergola: nel primo, di rosso alla mitria d'oro; nel secondo, d'azzurro al castello d'argento, aperto e coperto di nero; nel terzo, d'oro alla biscia di verde ondeggiante in palo. |
|        | Grand'Landes D'argent à un épi de blé d'or, soutenu d'un double pampre de sinople posé en chevron renversé, chaussé du même chargé à dextre d'un cœur vendéen du champ et à senestre d'une tête de buse arrachée du même. D'argento ad una spiga di grano d'oro, sostenuta da un doppio ramo pampinoso di verde posto in scaglione rovesciato, calzato dello stesso caricato a destra da un cuore di vandea del campo ed a sinistra da una testa di falco recisa dello stesso. |
|        | Le Gué-de-Velluire Écartelé : au premier, d'azur au prieuré d'argent, ouvert et ajouré de gueules ; au deuxième, d'argent au rocher de sable mouvant du flanc dextre et de la pointe ; au troisième, d'argent à la boucle de gueules ; au quatrième, de sinople à la rivière d'argent posée en bande, au gué pavé de sable. Inquartato: nel primo, d'azzurro al convento d'argento, aperto e finestrato di rosso; nel secondo, d'argento alla roccia di nero movente dal fianco destro e dalla punta; nel terzo, d'argento all'anello di rosso; nel quarto, di verde al fiume d'argento posto in banda, al guado pavimentato di nero. |
|        | La Guyonnière De sinople au lion couronné d'or, armé et lampassé de gueules. Di verde al leone coronato d'oro, armato e lampassato di rosso. |

## H
| Stemma | Nome del comune e blasonatura |
| ------ | --- |
|        | L'Herbergement Parti : au premier, d'azur au cerf arrêté d'or ; au second, de gueules aux quatre fusées d'or accolées en fasce, accompagnées de huit besants du même rangés, quatre en chef et quatre en pointe ; à l'épée haute d'argent garnie d'or brochant sur la partition. Partito: nel primo, d'azzurro al cervo arrestato d'oro; nel secondo, di rosso a quattro fusi d'oro accollati posti in fascia, accompagnati da otto bisanti dello stesso, quattro in capo e quattro in punto; alla spada d'argento guarnita d'oro passante sulla partizione. |
|        | Les Herbiers De gueules aux trois fasces d'or. Di rosso a tre fasce d'oro. |
|        | L'Hermenault De gueules aux deux clefs d'argent passées en sautoir, au chef d'hermine. Di rosso a due chiavi d'argento decussate, al capo d'ermellino. |

## I
| Stemma | Nome del comune e blasonatura |
| ------ | --- |
|        | L'Île-d'Olonne D'azur au bateau cousu de sinople, à la voile latine cousue de gueules, accompagné en chef de deux triangles d'argent, soutenu d'un marais salant du même mouvant de la pointe et des flancs en perspective fuyante. |
|        | L'Île-d'Yeu D'or à la fasce ondée d'azur. D'oro alla fascia ondata d'azzurro. |

## J
| Stemma | Nome del comune e blasonatura |
| ------ | --- |
|        | Jard-sur-Mer D'argent à l'écusson de gueules à l'abbaye de Lieu Dieu d'argent, maçonnée de sable, au comble d'azur chargé d'un soleil non figuré d'or, à la champagne de sinople. D'argento allo scudo di rosso all'abazia del luogo d'argento, murata di nero, alla fascia alzata d'azzurro caricata di un sole non figurato d'oro alla campagna di verde. |
|        | La Jonchère D'or à la touffe de joncs de sinople, au chef d'azur chargé d'une cigogne contournée d'argent, becquée et membrée de sable, accostée de deux fleurs de lys du même. D'oro al ciuffo di giunchi di verde, al capo d'azzurro caricato di una cicogna di argento, beccata e membrata di nero, accostata da due gigli dello stesso.                 |

## L
| Stemma | Nome del comune e blasonatura |
| ------ | --- |
|        | Landeronde Parti de gueules et d'argent aux deux renards rampants de l'un et de l'autre affrontés sur la ligne de partition, enté en pointe de sinople à la branche de cinq rameaux d'ajoncs d'or. Partito di rosso e d'argento a due volpi rampanti dell'uno e dell'altro affrontate sulla linea di partizione, innestato in punta di verde al ramo di cinque diramazioni di ginestra d'oro. |
|        | Les Landes-Genusson D'azur au lion d'or, lampassé et couronné de gueules. D'azzurro a leone d'oro, lampassato e coronato di rosso. |
|        | Longèves D'azur à la fasce ondée d'argent, accompagnée en chef de deux clefs d'or passées en sautoir et en pointe d'une épée haute aussi d'argent garnie aussi d'or. D'azzurro alla fascia ondata d'argento, accompagnata in capo da due chiavi d'oro decussate ed in punta da una spada d'argento guarnita d'oro.                                                                            |
|        | Longeville-sur-Mer De gueules à la barre cousue de sinople. Di rosso alla sbarra cucita di verde. |
|        | Luçon D'azur, à trois brochets d'argent posés en fasce. D'azzurro a tre lucci d'argento posti in fascia. |
|        | Les Lucs-sur-Boulogne De gueules à la fasce ondée d'argent chargée d'une couronne princière soudée d'or, au franc-canton d'argent chargé d'une croix partie d'or et de sinople. Di rosso alla fascia ondata d'argento caricata di una corona principesca saldata d'oro, al canton franco d'argento caricato di una croce partita d'oro e di nero.                                             |

## M
| Stemma | Nome del comune e blasonatura |
| ------ | --- |
|        | Maché Taillé de sinople et d'argent chargé d'une caille au naturel soutenue par trois divises ondées d'azur en pointe et accompagnée en chef au canton dextre d'un double cœur vidé, croiseté et couronné cousu de gueules. Tagliato di verde e d'argento caricato di una quaglia al naturale sostenuta da tre burelle ondate d'azzurro in punta e accompagnata in capo nel cantone destro da un cuore di vandea di rosso.                                                                                                   |
|        | Maillezais De gueules, à deux clefs d'argent posées en sautoir. Di rosso alle chiavi d'argento poste in decusse. |
|        | Mallièvre Coupé : au premier, parti : au premier d'argent à la croix alésée pattée de gueules et au second de gueules à la tour d'argent, ouverte, ajourée et maçonnée de sable ; au second, d'argent au double cœur vidé, couronné et croiseté de gueules. Troncato: nel primo, partito: nel primo d'argento alla croce patente di rosso e nel secondo di rosso alla torre d'argento, aperta, finestrata e murata di nero; nel secondo, d'argento al cuore di vandea di rosso.                                              |
|        | Mareuil-sur-Lay-Dissais D'or, au chevron de gueules, accompagné de trois aiglettes d'azur, becquées et membrées de gueules. D'oro, allo scaglione di rosso, accompagnato da tre aquilette d'azzurro, beccate e membrate di rosso. |
|        | Mesnard-la-Barotière D'argent fretté de six pièces d'azur, au franc-canton de gueules chargé d'une barre d'or. D'argento cancellato di sei pezzi d'azzurro, al canton franco di rosso caricato di una sbarra d'oro. |
|        | Monsireigne De gueules à la sirène d'argent, se regardant dans un miroir du même, posée sur une trangle ondée d'azur bordée aussi d'argent, accompagnée en chef à dextre d'une croisette d'or et à senestre d'une fleur de lys du même défaillante à senestre. Di rosso alla sirena d'argento specchiantesi in uno specchio dello stesso, posta su una burella ondata d'azzurro bordata lo stesso d'argento, accompagnata in capo a destra da una crocetta d'oro e a sinistra da un giglio dello stesso mancante a sinistra. |
|        | Montaigu De vair au griffon de gueules. Di vaio al grifone di rosso |
|        | Montournais D'argent à la montagne de deux pics de sinople, celui de dextre plus petit, à la divise d'azur brochant à dextre et disparaissant à senestre, au soleil levant d'or. |
|        | Mortagne-sur-Sèvre D'azur au cerf d'or passant sur une divise du même. D'azzurro al cervo d'oro passante su una burella dello stesso. |
|        | La Mothe-Achard D'azur au lion d'argent, armé et lampassé de gueules, aux deux fasces alésées cousues du même brochant sur le tout. D'azzurro al leone d'argento, armato e lampassato di rosso, a due fasce ritirate cucite dello stesso passanti sul tutto. |
|        | Mouilleron-en-Pareds De gueules au moulin à vent d'or, posé sur un tertre de sinople, accosté de deux clefs renversées et adossées d'argent, au chef cousu d'azur chargé de trois étoiles aussi d'argent. |
|        | Mouilleron-le-Captif De sable aux trois chevrons d'argent, accompagnés en chef à dextre d'une étoile d'or et à senestre d'un croissant aussi d'argent, et en pointe d'une moucheture d'hermine du même, mantelé cousu d'azur chargé de quatre fleurs de lys d'or, deux à dextre l'une sur l'autre et deux à senestre l'une sur l'autre, au comble ondé du même. |
|        | Moutiers-les-Mauxfaits D'azur à la foi d'or, accompagnée en pointe d'une coquille d'argent. D'azzurro alla fede d'oro, accompagnata in punta da una conchiglia d'argento. |

## N
| Stemma | Nome del comune e blasonatura |
| ------ | --- |
|        | Nesmy Parti : au premier, d'azur à la croix alésée pattée d'argent ; au second, d'or au pot d'une anse de gueules ; le tout sommé d'un chef de sinople chargé de trois tours d'or, ouvertes, ajourées et maçonnées de sable. Partito: nel primo, d'azzurro alla croce diminuita patente d'argento; nel secondo, d'oro al vaso ad un'ansa di rosso; il tutto cimato da un capo di verde caricato di tre torri d'oro, aperte, finestrate e murate di nero. |
|        | Nieul-le-Dolent D'azur au lion d'or, armé et lampassé de gueules, chargé sur le flanc d'une croisette pattée de sinople, à la filière cousue de sable. D'azzurro al leone d'oro, armato e lampassato di rosso, caricato sul fianco di una croce patente di verde, al filetto cucito di nero. |
|        | Noirmoutier-en-l'Île D'or, au chevron de gueules, accompagné de trois aiglettes d'azur, becquées et membrées de gueules. D'oro, allo scaglione di rosso, accompagnato da tre aquilette d'azzurro, beccate e membrate di rosso. |
|        | Notre-Dame-de-Monts D'azur au mont de trois coupeaux d'or, posé sur une champagne ondée de sinople, surmonté d'une étoile d'argent. D'azzurro al monte di tre cime d'oro, posto su una campagna ondata di verde, sormontato da una stella d'argento. |

## O
| Stemma | Nome del comune e blasonatura |
| ------ | --- |
|        | L'Oie D'azur à l'oie d'or, becquée et membrée de gueules, adextrée en chef de deux épées d'argent passées en sautoir. D'azzurro all'oca d'oro, beccata e membrata di rosso, addestrata in capo da due spade d'argento poste in decusse. |
|        | L'Orbrie Parti : au premier, d'or aux trois chabots de gueules ; au second, mi-parti gironné de gueules et d'argent de huit pièces, les girons d'argent chargés de trois fasces aussi de gueules ; au peuplier d'argent mouvant de la pointe brochant sur le parti. Partito: nel primo, d'oro a tre scazzoni di rosso; nel secondo, semi partito gheronato di rosso e d'argento di otto pezzi, i gheroni d'argento caricati di tre fasce di rosso; al pioppo d'argento movente dalla punta passante sul partito. |

## P
| Stemma | Nome del comune e blasonatura |
| ------ | --- |
|        | Palluau De gueules au château de deux tours couvertes d'or, à la bordure burelée d'argent et de sable de dix pièces. Di rosso al castello di due torri d'oro, alla bordura burellata d'argento e di nero di dieci pezzi. |
|        | Le Perrier De sinople à la fasce ondée d'argent sur laquelle est posée une yole et ses deux passagers, maraîchine assise et maraîchin ninglant, le tout d'argent, accompagnée en pointe d'une croix fleurdelysée d'or. |
|        | Le Poiré-sur-Velluire Taillé : au premier, d'azur au château d'or, ouvert et ajouré de gueules, maçonné de sable ; au second, de sinople au portail de chapelle d'argent, croiseté et maçonné de sable ; à la traverse ondée d'argent brochant sur la partition ; le tout sommé d'un chef cousu de sable chargé de trois croisettes pattées d'argent. |
|        | Le Poiré-sur-Vie D'azur à la croix écartelée d'argent et de vair, cantonnée au premier d'une clef d'or. |
|        | La Pommeraie-sur-Sèvre D'azur aux trois pommes feuillées d'or, mal ordonnées, soutenues d'un pont d'une arche du même mouvant des flancs, à la bordure cousue de gueules chargée en chef d'une tour donjonnée de trois tourelles aussi d'or. |
|        | Pouzauges D'or à l'épée haute d'argent, accostée de dix fleurs de lys de sable, cinq à dextre et cinq à senestre ordonnées en sautoir. D'oro alla spada d'argento, accostata da dieci gigli di nero, cinque a destra e cinque a sinistra, posti in decusse.                                                                                           |

## R
| Stemma | Nome del comune e blasonatura |
| ------ | --- |
|        | La Rabatelière D'argent aux sept merlettes de sable ordonnées 3, 3 et 1. D'argento ai sette merlotti di nero ordinati 3, 3 e 1. |
|        | Réaumur D'azur à la bande d'argent, accompagnée en chef d'une chapelle d'argent, maçonnée de sable, en perspective, portail à senestre, et en pointe d'une fleur de lys d'or. |
|        | La Réorthe Taillé : au premier, de gueules au château d'or, ouvert et ajouré du champ, maçonné de sable ; au second, de sinople à la rothe d'or posée en barre ; à la traverse ondée d'argent brochant sur la partition ; le tout surmonté d'un chef d'argent chargé de quatre croisettes d'azur. |
|        | La Roche-sur-Yon De gueules à une ville d'argent sur un rocher de sinople accompagnée en chef d'une foi d'or, au franc-canton des villes de second ordre, qui est à dextre, d'azur à la lettre capitale N d'or.                                                                                   |
|        | Rocheservière De gueules à la croix partie d'or et de sable. Di rosso alla croce partita d'oro e di nero. |
|        | Rochetrejoux Coupé : au premier, d'azur au mont alésé de six coupeaux d'argent ; au second, parti bandé contre-bandé d'or et de gueules. |

## S
| Stemma | Nome del comune e blasonatura |
| ------ | --- |
|        | Les Sables-d'Olonne D'azur au vaisseau équipé et habillé d'argent voguant sur une mer de sinople mouvant de la pointe, surmonté de la Vierge aussi d'argent, les bras croisés sur la poitrine et au voile mouvant à senestre, posée sur une nuée du même, accostée de deux chérubins aux ailes déployées d'argent cantonnés l'un en barre à dextre, l'autre en bande à senestre. |
|        | Saint-Aubin-des-Ormeaux D'azur à la fasce ondée d'argent, accompagnée de trois émerillons d'or, becqués, chaperonnés et membrés de gueules. D'azzurro alla fascia ondata d'argento, accompagnata da tre falconi d'oro, beccati, incappucciati e membrati di rosso. |
|        | Saint-Avaugourd-des-Landes D'argent au canard en vol de sinople posé en pal, à la champagne ondée d'azur, au chef de gueules. D'argento all'anatra in volo di verde posta in palo, alla campagna ondata d'azzurro, al capo di rosso. |
|        | Saint-Benoist-sur-Mer D'azur à la croix haussée d'or, enhendée en chef et aux flancs, perronnée d'un degré en pointe, cantonnée au premier d'un buste de Saint Benoît issant de la traverse, au deuxième d'une poignée de quatre trèfles tigés, au troisième d'un lapin contourné assis sur une terrasse isolée fumant la pipe, au quatrième d'un bateau à voile contourné voguant vent debout, le tout d'or.                                                                              |
|        | Saint-Christophe-du-Ligneron Tranché : au premier, de sinople au double cœur vidé, couronné et croiseté d'argent ; au second, d'argent à la tierce ondée d'azur en pointe ; à Saint Christophe d'argent, vêtu de gueules, issant de la tierce et brochant sur le tout. |
|        | Saint-Cyr-en-Talmondais D'argent à l'écusson abaissé soudé d'or chargé d'une tour de sable, ouverte, ajourée et maçonnée du champ, accostée en chef de deux coquilles de gueules, deux bécasses affrontées au naturel marchant sur le haut de l'écusson. |
|        | Saint-Denis-la-Chevasse Burelé d'or et de gueules de dix pièces à la bisse d'azur ondoyante en pal brochant sur le tout. Burellato d'oro e di rosso di dieci pezzi alla biscia d'azzurro ondeggiante attraversante sul tutto. |
|        | Sainte-Cécile Gironné d'azur et d'or de seize pièces, à la fasce d'argent denchée en pointe, chargée à dextre d'une croisette pattée de gueules et à senestre d'une lyre du même, brochant sur le tout. Gheronato d'azzurro e d'oro di sei pezzi, alla fascia d'argento dentellata in punta, caricata a destra di una crocetta patente di rosso ed a sinistra di una lira dello stesso, broccante sul tutto.                                                                               |
|        | Sainte-Flaive-des-Loups De gueules à l'anille d'argent, au chef d'or chargé de trois têtes de loup arrachées de sable. Di rosso all'anello d'argento, al capo d'oro caricato di tre teste di lupo recise di nero. |
|        | Sainte-Gemme-la-Plaine D'hermine plain, chaque moucheture soutenue d'un croissant de gueules. D'ermellino pieno, ciascuna moscatura sostenuta da un crescente di rosso. |
|        | Sainte-Hermine D'hermine plain. D'armellino pieno. |
|        | Sainte-Radégonde-des-Noyers D'or au chevron de gueules soutenu d'une corneille éployée de sable. |
|        | Saint-Étienne-du-Bois D'azur à la barre d'or, chargée en chef d'un double cœur vidé, couronné et croiseté de gueules posé à plomb, en pointe de deux palmes de sinople passées en sautoir et en abîme de deux lettres S et E capitales aussi de gueules posées à plomb et rangées en fasce, accompagnée en chef d'une grappe de raisin aussi d'or, feuillée aussi de sinople et en pointe de deux feuilles de chêne du même posées en barre et englantées de deux pièces d'or.             |
|        | Saint-Florent-des-Bois Parti : au premier, d'or aux trois fleurs de lys d'azur mal ordonnées, au franc-canton de gueules ; au second, d'azur à la crosse abbatiale d'or accostée à dextre d'une clef d'argent et à senestre d'une fleur de lys aussi d'or. |
|        | Saint-Fulgent D'azur semé d'étoiles d'or au lion léopardé du même, armé et lampassé de gueules, brochant sur le tout. D'azzurro seminato di stelle d'oro al leone illeopardito dello stesso, armato e lampassato di rosso, attraversante sul tutto. |
|        | Saint-Georges-de-Montaigu D'azur au pairle d'argent, accosté à dextre d'une roue dentée d'or et à senestre d'un épi de blé feuillé du même, au pont de quatre arches aussi d'or mouvant de la pointe, surmonté d'une crosse de sable, brochant sur le pairle. |
|        | Saint-Germain-de-Prinçay De sinople à l'épée haute d'or, accostée de deux chapelles du même, à la bordure componée d'argent et de gueules de seize pièces. Di verde alla spada d'oro, accostata da due cappelle dello stesso, alla bordura scaccata d'argento e di rosso di sei pezzi. |
|        | Saint-Gilles-Croix-de-Vie Parti : au premier, d'azur à l'ancre d'or ; au second, de gueules semé de fleurs de lys d'or. Partito: nel primo, d'azzurro a l'ancora d'oro; nel secondo, di rosso seminato di gligli d'oro. |
|        | Saint-Hilaire-de-Loulay De gueules à la crosse épiscopale d'or, à la mitre d'argent brochant sur le tout, au chef d'hermine chargé de trois tours, donjonnées chacune de trois tourelles d'or, ouvertes, ajourées et maçonnées de sable. |
|        | Saint-Hilaire-de-Riez D'azur à la croix partie d'or et de sable. D'azzurro alla croce partita d'oro e di nero. |
|        | Saint-Hilaire-le-Vouhis De gueules à la bande cousue de sable, chargée de quatre fusées d'argent posées à plomb, accompagnée en chef de trois tours donjonnées chacune de trois tourelles d'or et en pointe d'un chêne arraché du même. |
|        | Saint-Jean-de-Monts D'azur à la fasce d'argent, accompagnée en chef d'un agneau pascal du même, la tête nimbée et contournée, portant une bannerette chargée d'une croisette aussi d'argent à la hampe d'or, et en pointe d'un mont de trois coupeaux du même. |
|        | Saint-Laurent-sur-Sèvre D'azur à la croix d'or mouvant d'une plaine ondée de sable, cantonnée au premier d'une fleur de lys d'or, au deuxième d'un gril du même la poignée vers le chef, au troisième d'un sautoir aussi d'or chargé de cinq losanges de gueules posées à plomb, au quatrième de trois étoiles d'or, au double cœur vidé, couronné et croiseté de gueules, brochant en abîme.                                                                                              |
|        | Saint-Martin-des-Noyers Taillé : au premier, de sable à l'épée d'argent posée en fasce la pointe vers senestre, supportant un manteau de gueules ; au second, d'or aux trois noyers arrachés de sable, feuillés de sinople et fruités d'argent, mal ordonnés. Tagliato: il primo, di nero alla spada d'argento posta in fascia verso sinistra, sostenente un mantello di rosso; il secondo, d'oro a tre noci sradicati di nero, fogliati di verde e fruttati d'argento, male ordinati.     |
|        | Saint-Martin-des-Tilleuls Coupé : au premier, parti : au premier d'argent aux trois fasces d'azur et au second de sable à la bande d'argent chargée de quatre fusées du champ accolées et posées en barre ; au second, de gueules aux trois croisettes pattées d'argent. |
|        | Saint-Mathurin De sinople aux trois bourrines d'or, au chef du même chargé d'une croisette potencée du champ. |
|        | Saint-Maurice-des-Noues D'azur aux trois chevrons d'argent. D'azzurro a tre scaglionetti d'argento. |
|        | Saint-Maurice-le-Girard D'azur à la bande d'or chargée de trois croissants soudés d'argent et côtoyée de deux clefs de sable posées en bande. |
|        | Saint-Mesmin De sinople au lion d'or, au chef bastillé du même chargé d'un rencontre de bœuf de sable, accosté de deux marrons du même dans leurs bogues de sinople, feuillés du même. |
|        | Saint-Michel-le-Cloucq D'azur au donjon couvert d'argent ouvert et ajouré du champ, flanqué de deux tours couvertes aussi d'argent, ajourées du champ, le tout maçonné de sable, soutenu de l'archange Saint Michel d'or, au franc-canton dextre cousu de gueules chargé d'un chêne d'or et au franc-canton senestre aussi cousu de gueules chargé d'une gerbe de blé aussi d'or. |
|        | Saint-Paul-en-Pareds Coupé : au premier, de sinople à la roue à aube sur une rivière, accompagnée à dextre d'un moulin à vent et à senestre d'une gerbe de blé, le tout d'argent ; au second, de gueules au château de trois tours d'or posé sur une colline de sinople ; à la bordure componée de seize pièces de gueules au cœur vendéen d'or et d'azur à la fleur de lys d'or. |
|        | Saint-Philbert-de-Bouaine De gueules aux cinq tours donjonnées de trois tourelles d'or, ordonnées en sautoir, à la croix perronnée de trois degrés d'argent brochant sur le tout, au franc-quartier d'hermine. |
|        | Saint-Pierre-le-Vieux D'argent à la fasce d'azur. D'argento, alla fascia d'azzurro. |
|        | Saint-Prouant D'argent à la croix gironnée d'or et d'azur de huit pièces, cantonnée au premier et au quatrième d'un double cœur vidé, couronné et croiseté de gueules, au deuxième et au troisième d'une étoile de six rais gironnée d'or et d'azur de douze pièces. D'argento alla croce gheronata d'oro e d'azzurro di otto pezzi, cantonata nel primo e nel quarto di un cuore di Vandea e nel secondo e nel terzo di una stella di sei raggi gheronati d'ora e d'azzurro di sei pezzi. |
|        | Saint-Sulpice-en-Pareds Taillé : au premier, d'azur au buste de Saint Sulpice d'argent, nimbé d'or, issant d'une nuée aussi d'argent ; au second, de gueules au château couvert d'or posé sur une motte alésée de sinople chargée d'une onde d'azur, surmonté d'une fleur de lys d'argent. |
|        | Saint-Sulpice-le-Verdon De sinople à la croix haussée alésée fleurdelysée d'or, cantonnée en chef à dextre d'un lion du même, lampassé, armé et couronné de gueules. |
|        | Saint-Vincent-Sterlanges De gueules aux trois angelots d'argent. Di rosso, a tre cherubini d'argento. |
|        | Saint-Vincent-sur-Graon D'azur à la croix de huit pointes d'or, cantonnée en chef à senestre d'une fleur de lys du même, à la plaine ondée d'argent chargée d'une rose de gueules. D'azzurro alla croce di otto punte d'oro, cantonata in capo a sinistra da un giglio dello stesso, alla campagna ondata d'argento caricata di una rosa di rosso. |
|        | Sigournais D'or au château couvert de sable, girouetté du même, ouvert, ajouré et crénelé d'argent, au chef de vair de deux tires. D'oro al castello coperto di nero, banderuolato dello stesso, aperto, finestrato e merlato d'argento, al capo contravajato. |
|        | Soullans De sinople à la croix écartelée d'or et de sable. Di verde alla croce inquartata d'oro e di nero. |

## T
| Stemma | Nome del comune e blasonatura |
| ------ | --- |
|        | Talmont-Saint-Hilaire D'argent aux trois tours crénelées de gueules, couvertes et girouettées du même, ouvertes, ajourées et maçonnées du champ. D'argento, a tre torri merlate di rosso, coperte e banderuolate dello stesso, aperte, finestrate e murate del campo. |
|        | La Tardière De gueules à la chapelle d'or, ouverte et ajourée de sable, soutenue à dextre d'une branche de chêne de sinople et à senestre d'une branche de châtaignier du même, les tiges passées en sautoir en pointe et liées d'argent ; à la champagne ondée d'azur chargée d'une jumelle ondée d'argent ; au chef d'or fretté de sable de dix pièces. Di rosso, alla cappella d'oro, aperta e finestrata di nero, sostenuta a destra da un ramo di quercia di verde e a sinistra da un ramo di castagno dello stesso, gli steli posti in decusse in punta e legati d'argento; alla campagna ondata d'azzurro, caricata di una gemella ondata d'argento; al capo d'oro, cancellato di nero, di dieci pezzi. |
|        | Thorigny De sinople à la tour d'argent, ouverte et ajourée du champ, maçonnée de sable. Di verde, alla torre d'argento, aperta e finestrata del campo, murata di nero. |
|        | Tiffauges D'azur semé de fleurs de lys d'or, au franc-quartier cousu de gueules chargé d'une épée haute d'argent. Di Francia antica, al quartier franco cucito di rosso, caricato di una spada alta d'argento. |
|        | La Tranche-sur-Mer De gueules au lion d'or, au chef parti : au premier cousu d'azur au soleil non figuré d'or, et au second cousu de sinople au cœur vendéen d'argent. Di rosso, al leone d'oro, al capo partito: nel primo d'azzurro, all'ombra di sole d'oro e nel secondo di verde, al cuore di vandea d'argento. |
|        | Treize-Septiers Parti : au premier, de gueules au setier d'or cerclé de sable ; au second, de sinople à la gerbe de blé d'or ; le tout sommé d'un chef cousu d'azur chargé de trois tours d'argent, ouvertes du champ et maçonnées de sable. Partito: nel primo, di rosso allo staio d'oro, cerchiato di nero; nel secondo, di verde, al fascio di grano d'oro; il tutto abbassato al capo cucito d'azzurro, caricato di tre torri d'argento, aperte e murate di nero. |
|        | Treize-Vents D'argent aux Treize ombre de vans posés 3, 3, 3, 3 et 1. D'argento all'ombra di tredici cesti posti 3, 3, 3, 3 e 1. |

## V
| Stemma | Nome del comune e blasonatura |
| ------ | --- |
|        | Vairé De gueules à la châsse d'or, allumée d'argent, surmontée à senestre d'une coquille aussi d'argent brochant sur deux bourdons de pèlerin de sable passés en sautoir, au franc-canton cousu d'azur chargé d'une croisette de huit pointes aussi d'or. Di rosso al reliquiario d'oro, allumato d'argento, sormontato a sinistra da una conchiglia d'argento broccante su due bastoni di pellegrino di nero posti in decusse, al canton franco d'azzurro caricato di una crocetta di otto punte d'oro. |
|        | Velluire Écartelé : au premier, d'or au château de gueules, maçonné de sable ; au deuxième, de sinople à la traverse ondée d'argent ; au troisième, d'azur à la torque versée d'or ; au quatrième, d'or à la fasce fuselée de cinq pièces de gueules. Inquartato: nel primo, d'oro al castello di rosso, murato di nero; nel secondo, di verde alla traversa ondata d'argento; nel terzo, d'azzurro al bracciale voltato d'oro; nel quarto, d'oro alla fascia fusellata di cinque pezzi di rosso.        |
|        | La Verrie D'azur à la crosse d'or, accostée à dextre d'un bœuf effrayé contourné d'argent et à senestre de trois merlettes du même ordonnées 2 et 1. D'azzurro al pastorale d'oro, accostato a destra da un toro furioso rivoltato d'argento e a sinistra da tre merlotti dello stesso ordinati 2 e 1. |